# Distretto di Bounoura
Il distretto di Bounoura è un distretto della provincia di Ghardaïa, in Algeria, con capoluogo Bounoura.

## Comuni
Il distretto di Bounouracomprende 2 comuni:
- Bounoura
- El Atteuf